# 프리든
프리든(1992년 6월 2일 ~)은 대한민국의 가수다. 2017년 싱글 《Friend Zone》으로 데뷔했다.

## 방송
- 쇼미더머니 8 (2019) - Top87